# Championnat d'Arabie saoudite de football 1991-1992
Navigation
Saison précédente Saison suivante
La saison 1991-1992 du Championnat d'Arabie saoudite de football est la seizième édition du championnat de première division en Arabie saoudite. La Premier League regroupe les douze meilleurs clubs du pays au sein d'une poule unique, où ils s'affrontent deux fois au cours de la saison, à domicile et à l'extérieur. À la fin de la compétition, les deux derniers du classement sont relégués et remplacés par les deux meilleurs clubs de deuxième division. En haut du classement, les quatre premiers se qualifient pour la phase finale pour le titre, disputée sous forme de coupe.
C'est le club d'Al Shabab Riyad, tenant du titre, qui remporte à nouveau le championnat en battant Ettifaq FC en finale, après avoir terminé 2e de la saison régulière. C'est le 2e titre de champion d'Arabie saoudite de l'histoire du club.

## Les clubs participants
| - Al Nasr Riyad - Al-Hilal FC - Al Ahli - Al Ittihad - Al Wehda - Al Ta'ee Ha'il | - Al Qadisiya Al Khubar - Al Shabab Riyad - Al Riyad SC - Al-Nahda - Promu de D2 - Ettifaq FC - Ohud Médine - Promu de D2 |

## Compétition

### Première phase
Le barème utilisé pour établir le classement est le suivant :
- Victoire : 2 points
- Match nul : 1 point
- Défaite : 0 point

| Rang | Équipe                  | Pts | J  | G  | N  | P  | Bp | Bc | Diff |
| ---- | ----------------------- | --- | -- | -- | -- | -- | -- | -- | ---- |
| 1    | Al Ahli                 | 31  | 22 | 13 | 5  | 4  | 30 | 16 | +14  |
| 2    | Al Shabab Riyad         | 30  | 22 | 9  | 12 | 1  | 30 | 14 | +16  |
| 3    | Ettifaq FC              | 28  | 22 | 10 | 8  | 4  | 28 | 16 | +12  |
| 4    | Al Nasr Riyad           | 27  | 22 | 8  | 11 | 3  | 27 | 20 | +7   |
| 5    | Al Ittihad              | 26  | 22 | 10 | 6  | 6  | 27 | 19 | +8   |
| 6    | Al Qadisiya Al Khubar C | 25  | 22 | 10 | 5  | 7  | 30 | 20 | +10  |
| 7    | Al-Hilal FC             | 23  | 22 | 7  | 9  | 6  | 27 | 20 | +7   |
| 8    | Al Ta'ee Ha'il          | 20  | 22 | 6  | 8  | 8  | 23 | 30 | -7   |
| 9    | Al Wehda                | 19  | 22 | 6  | 7  | 9  | 21 | 23 | -2   |
| 10   | Al Riyad SC             | 16  | 22 | 4  | 8  | 10 | 24 | 34 | -10  |
| 11   | Al-Nahda P              | 10  | 22 | 2  | 6  | 14 | 13 | 40 | -27  |
| 12   | Ohud Médine P           | 9   | 22 | 1  | 7  | 14 | 25 | 53 | -28  |

|  | Qualification pour la phase finale pour le titre   |
|  | Qualification pour la Coupe des Coupes 1993-1994   |
|  | Relégation en deuxième division                    |
|  | T : Tenant du titre P : Promu de deuxième division |

### Phase finale

#### Demi-finales
| Équipe 1      | Résultat | Équipe 2        | Aller | Retour |
| ------------- | -------- | --------------- | ----- | ------ |
| Al Nasr Riyad | 2 - 3    | Al Shabab Riyad | 0 - 0 | 2 - 3  |
| Ettifaq FC    | 2 - 0    | Al Ahli         | 2 - 0 | 0 - 0  |

#### Finale
| Équipe 1        | Résultat      | Équipe 2   |
| --------------- | ------------- | ---------- |
| Al Shabab Riyad | 1 - 1 4-2 tab | Ettifaq FC |

## Bilan de la saison
| Championnat d'Arabie saoudite de football 1991-1992 |                            |
| Champion                                            | Al Shabab Riyad (2e titre) |
| Coupes et trophées                                  |                            |
| Vainqueur de la Coupe d'Arabie saoudite 1991-1992   | Al Qadisiya Al Khubar      |
| Qualifications continentales                        |                            |
| Coupe d'Asie des clubs champions 1993-1994          | Al Shabab Riyad            |
| Coupe des Coupes 1993-1994                          | Al Qadisiya Al Khubar      |
| Promotions et relégations                           |                            |
| Promus en Premier League                            | Al Raed                    |
| Promus en Premier League                            | Al Nejmeh                  |
| Relégués en First Division                          | Al-Nahda                   |
| Relégués en First Division                          | Ohud Médine                |